# Agmina pugnea
Agmina pugnea là một loài Trichoptera trong họ Ecnomidae. Chúng phân bố ở miền Australasia.